# إيدن إنجلش
ماثيو توماس رهوولت (بالإنجليزية: Aiden English) (من مواليد 7 أكتوبر 1987)، هو مصارع محترف أمريكي معتزل، يعمل حاليًا كمعلّق تحليلي في اتحاد TNA للمصارعة إلى جانب توم هانيفان. اشتهر خلال فترة مشاركته في اتحاد دبليو دبليو إيه حيث كان يُعرف باسم الحلبة إيدن إنجلش.
بدأ رهوولت مسيرته على الساحة المستقلة عام 2009، ثم انضم إلى دبليو دبليو إيه بعقد تطوير في عام 2012، حيث تم إلحاقه أولًا باتحاد فلوريدا تشامبيونشيب ريسلينغ ثم بعرض NXT. هناك، شكّل فريقًا مع سيمون غوتش تحت اسم ذا فودفليانز، وحققا معًا بطولة NXT للفرق الثنائية. في عام 2016، تمت ترقية الفريق إلى العروض الرئيسية في دبليو دبليو إيه، لكن مسيرتهما المشتركة انتهت عام 2017 بعد الاستغناء عن غوتش. شكل رهوولت لاحقًا فريقًا جديدًا مع روسيف تحت اسم "روسيف دي" الذي لقي شعبية كبيرة.
مع حلول عام 2019، انتقل رهوولت إلى طاولة التعليق الصوتي في برنامجي 205 لايف وNXT UK، واستمر في هذا الدور حتى خروجه من دبليو دبليو إيه عام 2020. بعد ذلك، بدأ الظهور في اتحاد إمباكت ريسلينغ وبعض العروض المستقلة، مستخدمًا اسمه الحقيقي وأحيانًا اسم الحلبة مات موريس.
إلى جانب المصارعة، أطلق رهوولت عددًا من المشاريع الفنية والإعلامية، أبرزها حملة Rough Cuts عبر وسائل التواصل الاجتماعي لعرض الأعمال الفنية غير المكتملة، بالإضافة إلى مشروع Wrestling With Whiskey على يوتيوب، حيث يناقش من خلاله الويسكي والفن والمصارعة.

## روابط خارجية
- أيدين إنغليش على موقع IMDb (الإنجليزية)
- أيدين إنغليش على موقع قاعدة بيانات الفيلم (الإنجليزية)
- أيدين إنغليش على موقع دبليو دبليو إي (الإنجليزية)
- أيدين إنغليش على موقع WrestlingData.com (الإنجليزية)
- أيدين إنغليش على موقع CageMatch worker (الإنجليزية)
- أيدين إنغليش على موقع قاعدة بيانات المصارعة على الإنترنت (الإنجليزية)
- أيدين إنغليش على موقع عالم المصارعة على الإنترنت (الإنجليزية)
- أيدين إنغليش على موقع عالم المصارعة على الإنترنت (الإنجليزية)